# Girardova turbína

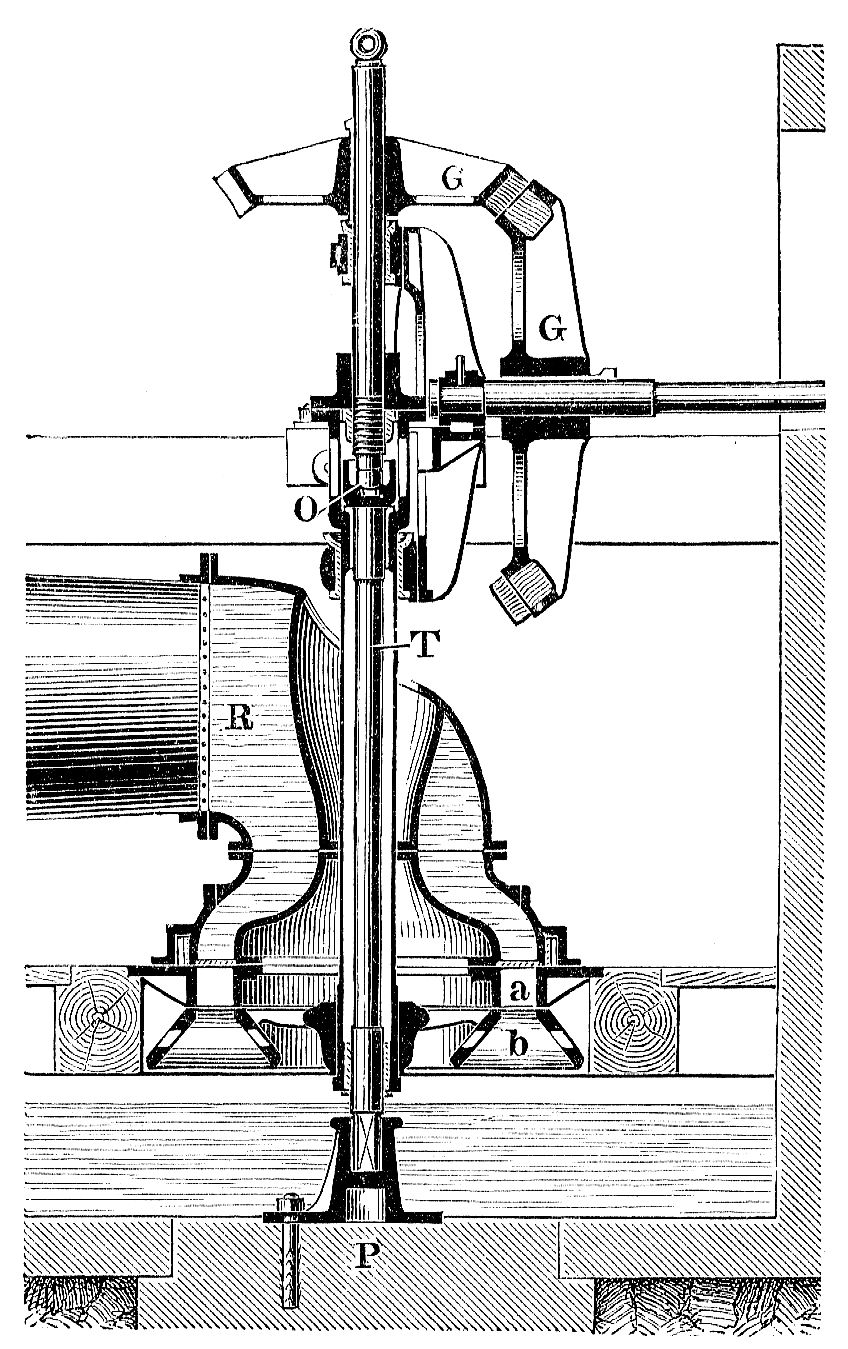
Schéma turbíny: (a) náběh, (b) lopatka, (G) převodovka, (O) horní uložení, (P) spodní uložení, (R) přítok, (T) hřídel.

Girardova turbína je technické zařízení užívané při výrobě energie z tekoucí vody. Vyvinul ji roku 1863 francouzský technik Louis Dominique Girard (1815–1871). Využívala se v počátcích průmyslové revoluce, přibližně od roku 1890, až do přelomu dvacátých a třicátých let 20. století, kdy ji překonala Francisova turbína, která byla při zachování výkonu menší, levnější a umožňovala snazší regulaci. V roce 2012 se na území České republiky nacházel jediný veřejně dostupný exemplář Girardovy turbíny, a to v písecké Městské elektrárně.
V roce 2024 nalezl spolek Continuum vitae Girardovu turbínu v Lomnici u Tišnova na Brněnsku v takzvaném Borkovcovém mlýně. Jedná se o kotlovou turbínu, která je evropským unikátem, na světě existuje pouze několik kusů. Lomnická váží 3,7 tuny.
Další exemplář Girardovy trubíny se nachází ještě v muzeu ve Světcích u Jindřichova Hradce. Několik Girardových turbín se nachází i v Jizerských horách na svých původních místech, která jsou však veřejnosti nepřístupná.